# 舍夫琴科韋 (伊林齊區)
49°3′3″N 29°4′18″E / 49.05083°N 29.07167°E
舍夫琴科韋（烏克蘭語：Шевченкове），是烏克蘭西南部的村莊，隸屬文尼察州的文尼察區。該村始建於1750年，面積0.59平方公里，海拔高度269米，2001年人口132，人口密度每平方公里223.73人。